# Тюмылькикэ (приток Кыпа-Печчалькы)
Тюмылькикэ (устар. Тюмель-Кикя) — река в России, протекает по территории Ямало-Ненецкого автономного округа. Устье реки находится в 10 км по правому берегу реки Кыпа-Печчалькы. Длина реки составляет 13 км.

## Данные водного реестра
По данным государственного водного реестра России относится к Нижнеобскому бассейновому округу, водохозяйственный участок реки — Таз. Речной бассейн реки — Таз.
Код объекта в государственном водном реестре — 15050000112115300067400.